# Jan Kuboth
Jan Baptysta Kuboth, właśc. Johannes Kuboth (ur. 27 sierpnia 1856 w Dobrodzieniu, zm. 15 stycznia 1920 w Nysie) – ksiądz katolicki, proboszcz w Miechowicach, budowniczy kościołów.

## Życiorys
Studia teologiczne odbył na Wydziale Teologicznym Uniwersytetu Wrocławskiego oraz na uniwersytecie w Ratyzbonie. Święcenia kapłańskie przyjął 28 czerwca 1883 r. Po święceniach był wikariuszem w Rudzie Śląskiej, następnie w Siemianowicach, Koźlu i Królewskiej Hucie. Od 1886 r. pracował jako kapelan w wojsku pruskim: proboszcz garnizonowy w Kłodzku 1886−1889, proboszcz dywizyjny w Królewcu 1889−1892. Od 1892 r. – proboszcz w Miechowicach pod Bytomiem. Jest budowniczym kościołów w Bobrku, Karbiu, Rokitnicy oraz pw. Bożego Ciała w Miechowicach. Jest także budowniczym żłobka i sierocińca oraz Domu Inwalidy w Rokitnicy. 31 marca 1918 r. przeszedł na emeryturę, zamieszkał w Nysie, gdzie zmarł.
Do 1945 roku jedna z ulic w Miechowicach dla uczczenia pamięci duchownego nosiła nazwę Kubothstraße.